# Casa Nassau

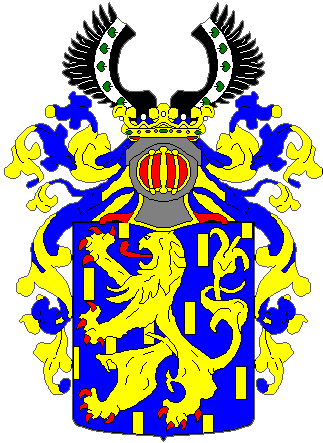
Blazonul Casei de Nassau din secolul XII

Casa Nassau este o dinastie, o famile nobiliară germană cu legături de rudenie foarte ramificate care au jucat din secolul X un rol important în Europa, primii reprezentanți fiind conții de Laurenburg de pe râul Lahn.

## Date generale

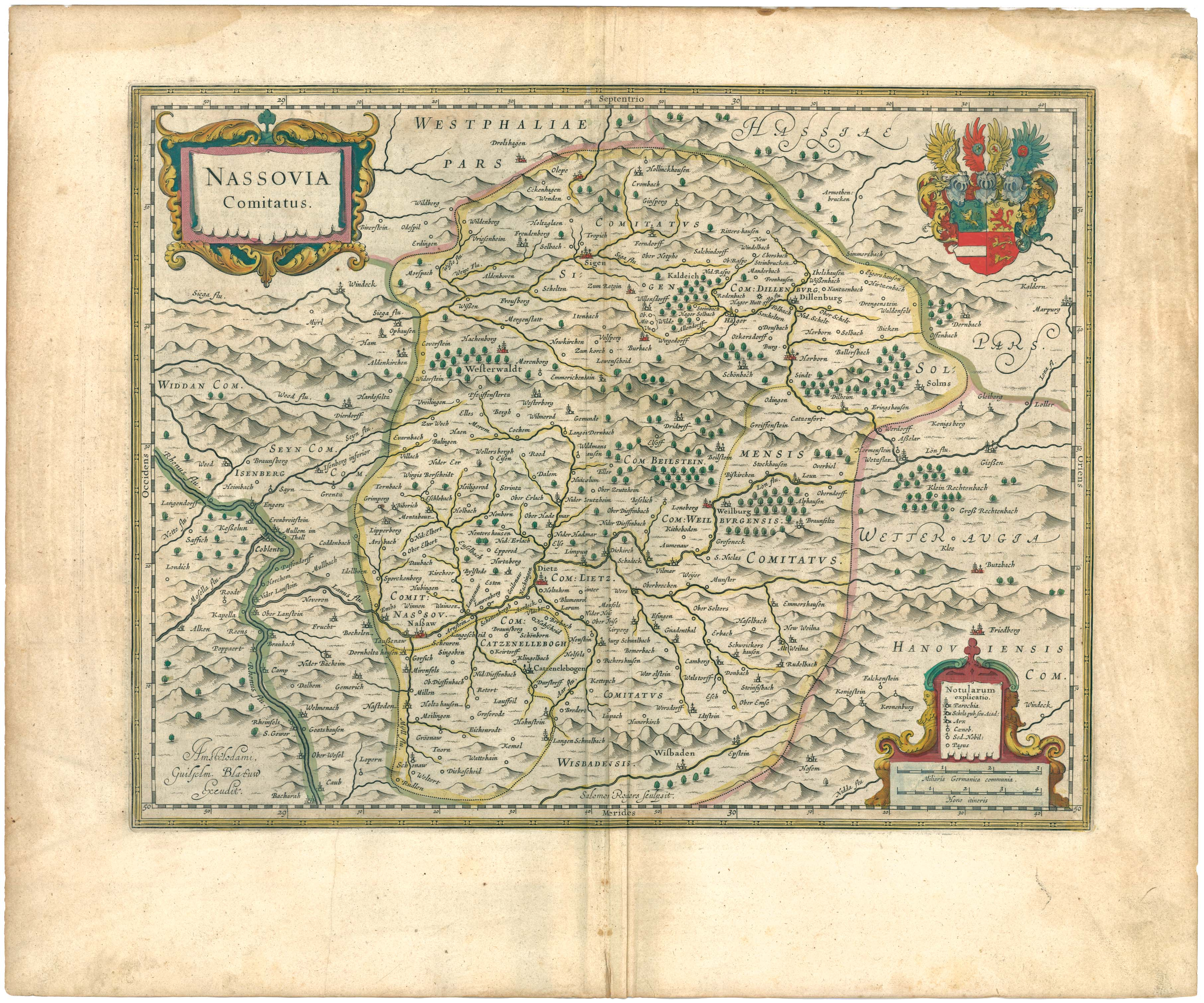
Comitatul Nassovia în 1645

Strămoșul comun al casei nobiliare este probabil  Dudo-Heinrich von Laurenburg, care este amintit în scris în anul 1093. Cetatea Burg Laurenburg, care se află la câțiva kilometri de Nassau an der Lahn, a fost reședința familiei din 1159, care inițial ar fi fost probabil în Lipporn. Conții de Laurenburg și Nassau își extind necontenit comitatele în timpul fraților Arnold I von Laurenburg (1123–1148), Ruprecht I (1123–1154), ca și în timpul fiilor  lor Walram I (1154–1198), Heinrich II, dem Reichen (1198–1247). Domeniile lor s-au întins în regiunea dintre munții Taunus și zona Westerwald ca și cursul inferior și mijlociul al râului Lahn, în jurul orașului Siegen. Pe la mijlocul secolului XII familia nobiliară ajunge să dețină prin căsătorii orașele-târguri Herborn, Zent și Heimau (Löhnberg) din Hessa și Turingia, care le asigură dominația în Westerwald. La sfârșitul secolului XII ajung în regiunea Wiesbaden care oferă posibilitatea extinderii spre sud-vest.
Fiii lui Walram II, Heinrichs II și Otto I, împart domeniul între ei în anul 1255, așa au apărut ramurile liniei ottonice și walramice; domeniile lor erau despărțite de cursul Lahn-ului. Otto a deținut partea situată la nord de Lahn cu orașele Siegen, Dillenburg, Herborn și Haiger, iar Walram regiunea din comitat la sud de râu cu Weilburg și Idstein. Ambele linii s-au ramificat la rândul lor din nou. Familia regală de Orania din Olanda din anul 1890 este legată prin legături de rudenie numai prin femei cu linia ottonică, iar principii de Luxemburg sunt înrudite cu linia walramică, la fel numai prin femei.